# Aldo Moro (Musiker)
Aldo Moro (weitere Pseudonyme: Frau Rabe, Frau Raabe, Rabe oder Elan Rabe) ist ein deutscher Musiker und Mitbegründer der Band Die Goldenen Zitronen.

## Biografie
Der Musiker zog wie Schorsch Kamerun Mitte der 1980er Jahre von Timmendorf nach Hamburg ins Umfeld der Hafenstraße. Dort war Moro 1984 Mitbegründer der Band Die Goldenen Zitronen und spielte bis 1994 Bass und Gitarre bei ihnen.
Im Jahr 1991, bevor Moro bei Die Goldenen Zitronen ausstieg, wurden diese in Hoyerswerda von Neonazis in einen Hinterhalt gelockt und attackiert. Jens Rachut, der damalige Fahrer der Band, wurde dabei außer Gefecht gesetzt. In einem Interview mit dem Musikmagazin Spex aus dem Jahr 2009 erzählt Rachut, dass die Attacke der Rechten zu schweren Verletzungen bei ihm und der Band geführt hätten, wenn Moro nicht geistesgegenwärtig reagiert und ihren Tourbus aus der Gefahrenzone manövriert hätte, obwohl er damals noch nicht im Besitz eines Führerscheines war.
Moro benannte sich nach dem von den Brigate Rosse ermordeten italienischen Ministerpräsidenten Aldo Moro, was Thorsten Seif, der A&R-Manager des Musiklabels Buback, in einem Interview mit der überregionalen Tageszeitung taz als lustig gemeinte Provokation bezeichnete, wie sie in den 1980er Jahren häufiger vorgekommen sei, als es „selbst im bürgerlichen Lager ein gewisses Verständnis gegenüber den Taten der RAF“ gab.

## Filmografie
- 1994: Swingpfennig/Deutschmark (Fernsehfilm), (Mitwirkung) – Regie: Margit Czenki
- 2007: Übriggebliebene ausgereifte Haltungen, (Mitwirkung) – Regie: Peter Ott